# Dümpten (Oberhausen)

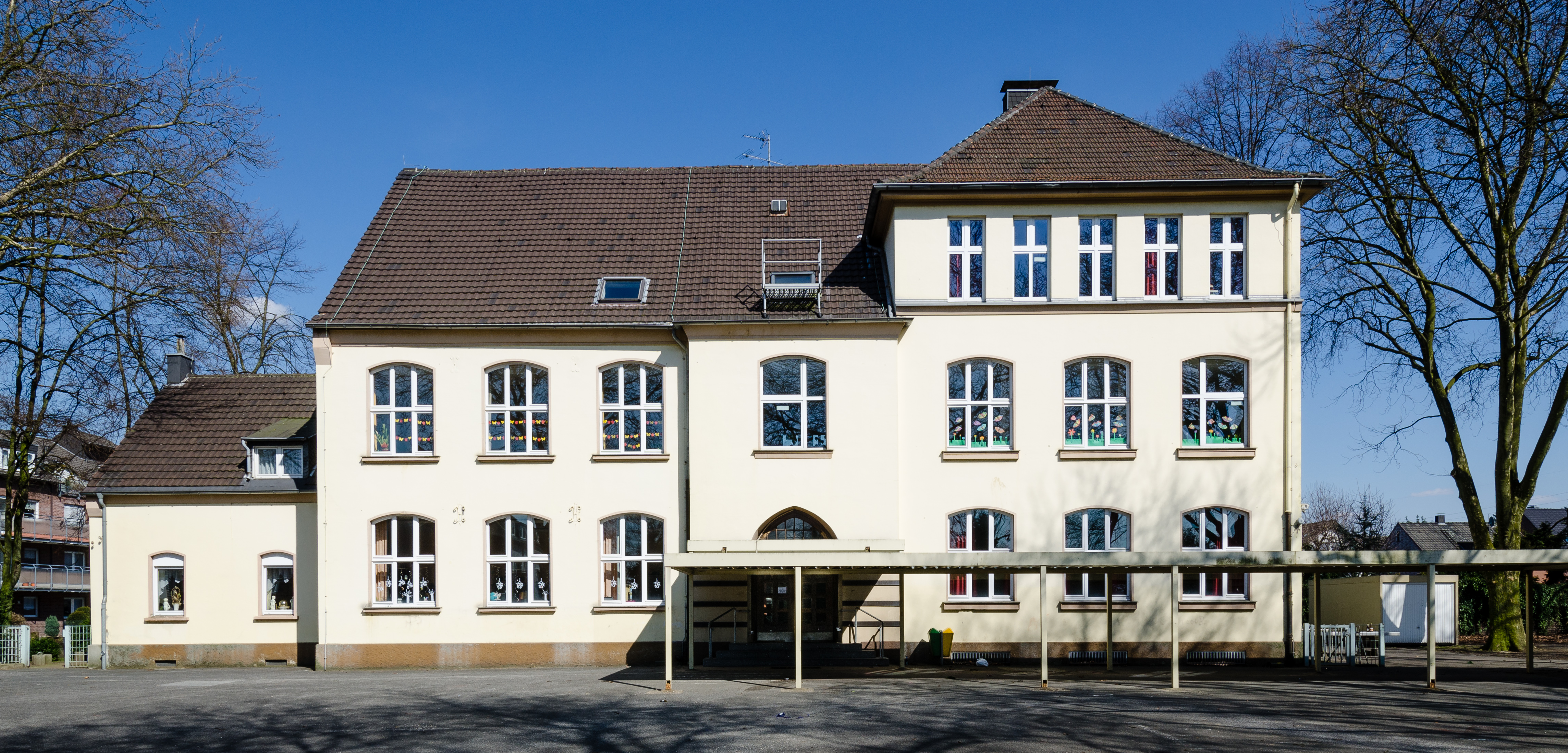
Grundschule Vennepoth in Oberhausen-Dümpten (inzwischen abgerissen)

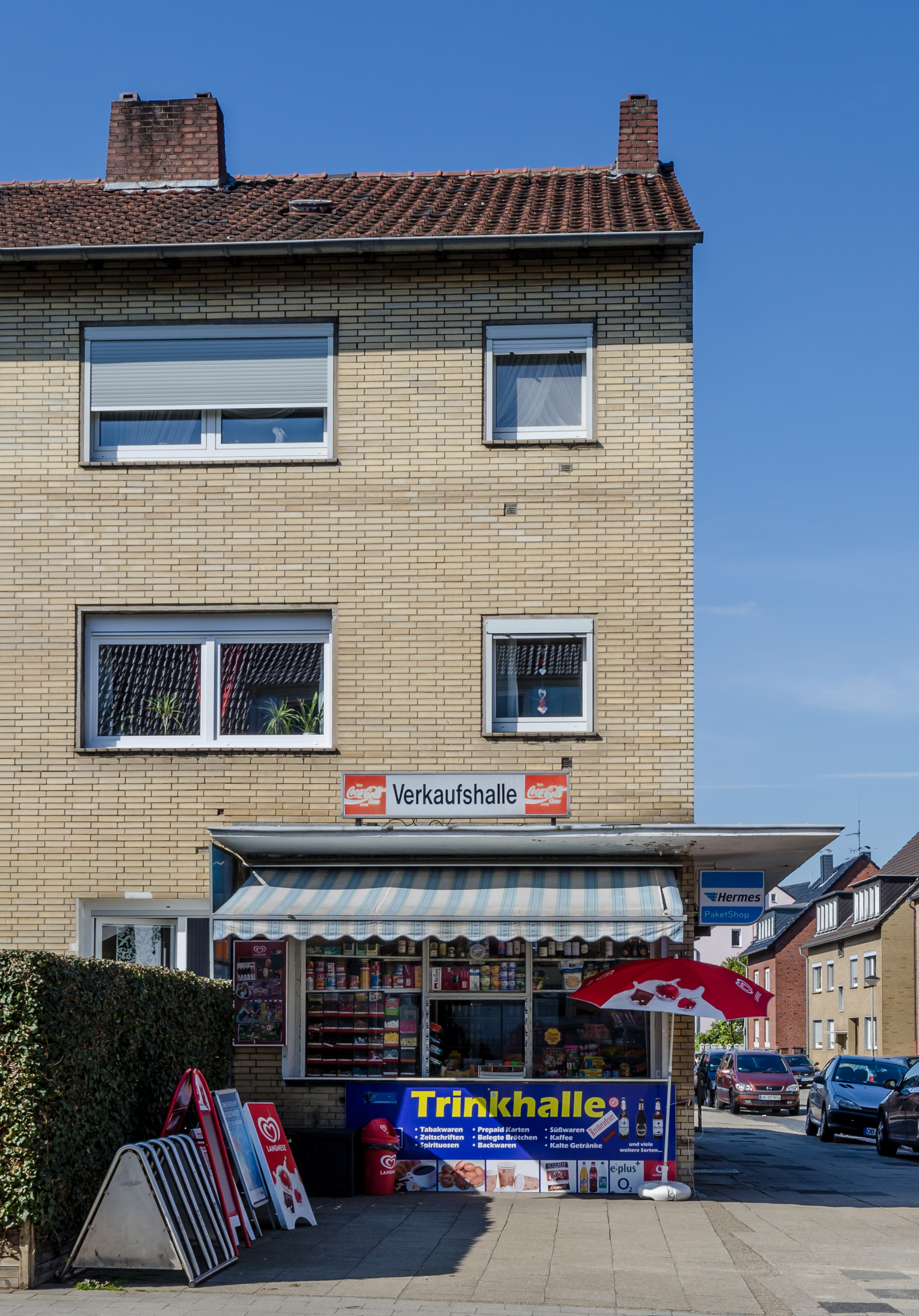
Typische Trinkhalle in einem Wohngebiet in Oberhausen - Dümpten

Dümpten ist ein alter Siedlungsort im Ruhrgebiet, der im Zuge der Industrialisierung teilweise Mülheim und teilweise Oberhausen zugeordnet wurde. Der Name Dümpten leitet sich vom Begriff Tümpel ab, was auf die Beschaffenheit der früher in erster Linie agrarkulturell geprägten Landschaft hindeutet.
Der nördliche Teil ist heute ein Stadtteil des Oberhausener Stadtbezirks Alt-Oberhausen, der im Dezember 2023 7.814 Einwohner zählte und eine Fläche von ca. 1,63 km² aufweist.

## Überblick
Nach der Gründung der Gemeinde Oberhausen 1862 trat die Gemeinde Dümpten – wie auch die Gemeinden Styrum und Alstaden – 1910 die nördlichen Randgebiete an Oberhausen ab. Angeblich war dem damaligen Bürgermeister von Mülheim das durch Zechenkolonieen geprägte Dümpten um die Zeche Roland nicht passend genug für Mülheim. Seit der Teilung des Kreises Duisburg 1874 gehörte Dümpten zum Landkreis Mülheim und dort ab 1878 zur Bürgermeisterei Styrum. Nachdem Oberhausen 1901 als selbstständige Stadt aus dem Landkreis Mülheim ausschied, 1904 ebenso die zur Stadt erhobene Bürgermeisterei Mülheim, bestand der Landkreis Mülheim nur noch aus Dümpten, Alstaden und Heißen. In diesem Zusammenhang wurde Dümpten zur eigenen Bürgermeisterei erhoben, die jedoch nur bis zur Auflösung des Landkreises Mülheim 1910 bestand. Mit der Auflösung des Landkreises wurde der nördliche Teil der Bürgermeisterei Dümpten in die Stadt Oberhausen eingemeindet, der südliche und Oberdümpten in die Stadt Mülheim.
Die Grenze der früheren Bürgermeisterei Dümpten verlief (von West nach Ost) entlang der Herder-, Hilgenberg, Straßburger-, Roland-, Wehr-, Mellinghofer- sowie einer Linie südlich der Straße Katzenbruch und der Kettwiger Straße bis an die Borbecker Grenze. Die Grenzen des statistischen Bezirks Dümpten verlaufen dagegen ganz anders. Demnach zählt der östliche Teil (östlich der Danziger Straße) zum statistischen Bezirk Schlad. Dieser Teil bildet zusammen mit Bermensfeld den Kommunalwahlkreis 06 Vennepoth. Im Norden hat man statistisch Teile der Oberhausener Altstadt zwischen Mülheimer-, Schwartz-, Seiler- und Rolandstraße Dümpten zugeschlagen. Wie bei anderen statistischen Bezirken Oberhausens, sind auch in Dümpten die Grenzen recht willkürlich gezogen worden. In dem Ortsteil lag die frühere Zeche Roland. Große Teile des ehemaligen Zechengeländes wurden zu einer Parkanlage mit dem Namen „Stadtpark Rolandhalde“ umgewandelt.

## Statistik
Zum 31. Dezember 2018 lebten 7.946 Einwohner in Oberhausen-Dümpten.
Struktur der Bevölkerung:
- Minderjährigenquote: 15,6 % (Oberhausener Durchschnitt: 15,8 %)[6]
- Altenquote: 22,1 % (Oberhausener Durchschnitt: 21,6 %)[7]
- Ausländeranteil: 12,9 % (Oberhausener Durchschnitt: 15,4 %)[8]
- Arbeitslosenquote: 7,5 % (Oberhausener Durchschnitt: 7,8 %)[9]

## Infrastruktur

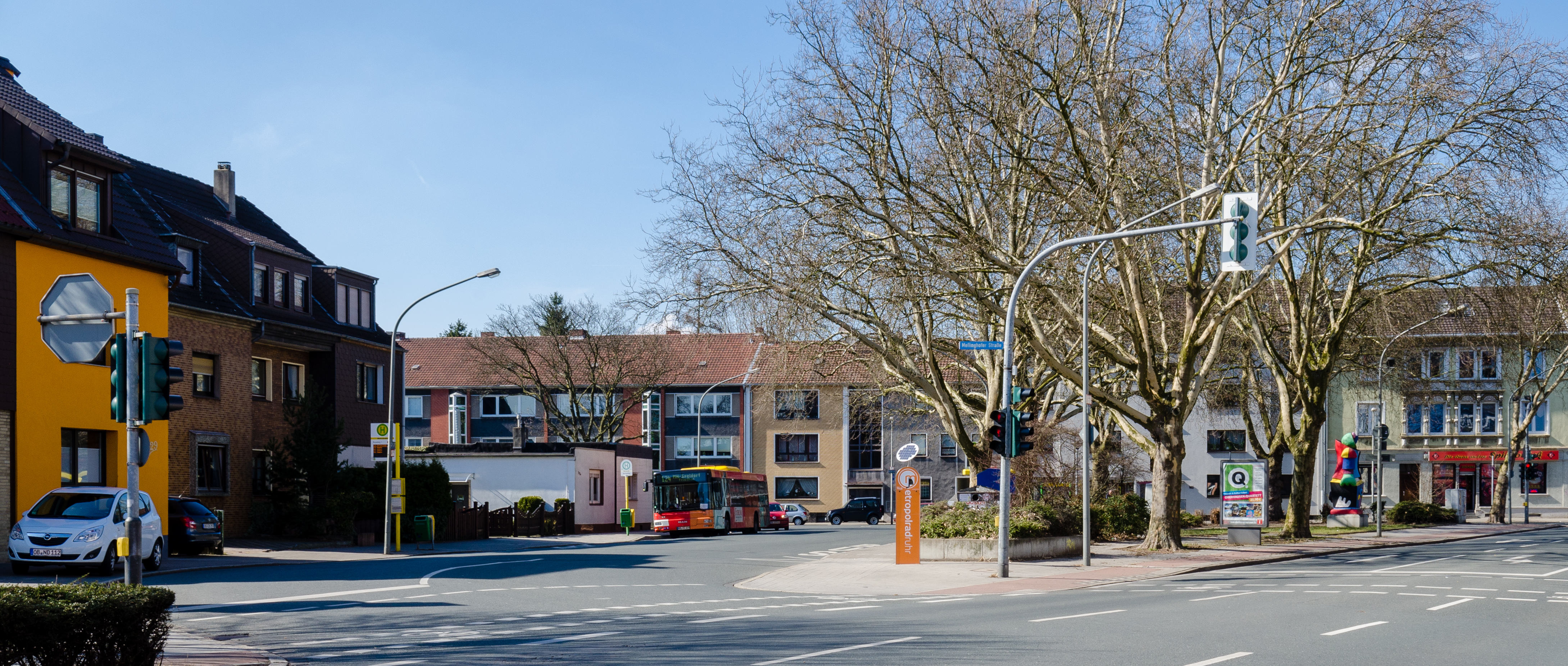
Wehrplatz in Dümpten - zentrale ÖPNV-Bushaltestelle

Dümpten ist vorwiegend Wohngebiet. Zur Mülheimer Grenze hin, ist der Stadtteil noch weitgehend landwirtschaftlich geprägt. Dümpten liegt verkehrsgünstig nördlich der Autobahn A40 mit der Auffahrt Mülheim-Dümpten.
Durch den Stadtteil führen die Buslinien SB94, 124, 136, 143, 953, 956, 960, 961 und 976 des Verkehrsverbundes Rhein-Ruhr. 1899 wurde Dümpten an die Mülheimer Straßenbahn angeschlossen. Die Linie führte über die Mellinghofer Straße durch Oberhausen-Dümpten bis zum Lipperheidebaum. Die Linie ist heute ab Bürgermeisteramt Dümpten stillgelegt.